# Stenus niveus
Stenus niveus – gatunek chrząszcza z rodziny kusakowatych i podrodziny myśliczków (Steninae).
Gatunek ten został opisany w 1865 roku przez Alberta Fauvela.
Chrząszcz o biało owłosionym, smukłym ciele długości od 3,7 do 4,5 mm. Przedplecze jest znacznie dłuższe niż szersze, pozbawione jest podłużnej bruzdy środkowej. Pokrywy u nasady są znacznie szersze niż głowa. Powierzchnię odwłoka cechuje delikatna, siateczkowata mikrorzeźba. Brzegi boczne odwłoka są wąsko odgraniczone delikatną bruzdą. Odnóża ubarwione są czerwonożółto, wyjątkowo czarno. Krótkie i szerokie tylne stopy są co najwyżej trochę dłuższe od połowy goleni. Czwarty człon stóp jest wycięty sercowato, a trzeci głęboko. Samiec ma golenie z ostrymi ząbkami przedwierzchołkowymi.
Owad holarktyczny, rozprzestrzeniony w Stanach Zjednoczonych, Kanadzie, północnej, środkowo-zachodniej i południowo-zachodniej Europie. W Polsce jego występowanie jest wątpliwe. Zasiedla torfowiska i pobrzeża bajorek.